# Stora Ämten
Stora Ämten är en sjö i Hällefors kommun i Västmanland och ingår i Göta älvs huvudavrinningsområde. Sjön har en area på 0,222 kvadratkilometer och ligger 200,2 meter över havet.

## Delavrinningsområde
Stora Ämten ingår i det delavrinningsområde (661721-143614) som SMHI kallar för Utloppet av Sundsjön. Medelhöjden är 204 meter över havet och ytan är 8,28 kvadratkilometer. Det finns ett avrinningsområde uppströms, och räknas det in blir den ackumulerade arean 14,71 kvadratkilometer. Vattendraget som avvattnar avrinningsområdet har biflödesordning 5, vilket innebär att vattnet flödar genom totalt 5 vattendrag innan det når havet efter 354 kilometer. Avrinningsområdet består mestadels av skog (73 procent). Avrinningsområdet har 1,42 kvadratkilometer vattenytor vilket ger det en sjöprocent på 17,2 procent.